# Club Deportivo Básico Balonmano Ciudad Encantada
Der Club Deportivo Básico Balonmano Ciudad Encantada ist eine spanische Handballmannschaft aus Cuenca in der Autonomen Region Kastilien-La Mancha. Seit 2008 spielt seine erste Männermannschaft durchgehend in der Liga Asobal.

## Namen
Die erste Mannschaft trat in der ersten Liga bis 1995 als CBM Conquense, von 2008 bis 2011 als Cuenca 2016, 2011/12 als BM Ciudad Encantada, von 2012 bis 2016 als GlobalCaja Ciudad Encantada, 2016 bis 2018 als LiberbankCiudad Encantada, 2018/19 als Liberbank Cuenca und ab 2019 als Incarlopsa Cuenca an. Ab 2022 heißt das Team Rebi Balonmano Cuenca.
Der Ortszusatz bezieht sich auf die nahe Cuenca gelegene Ciudad Encantada.

## Geschichte
Im Jahr 1989 wurde das Spielrecht der Mannschaft TNT Uniexpress aus San Sebastián de los Reyes übernommen, der Sitz des neuen Teams nach Cuenca verlegt. 1990 steig das Team aus der Liga Asobal in die Primera Nacional ab, 1991 stieg man wieder in die höchste spanische Liga auf. 1996 folgte erneut ein Abstieg in die zweite Liga, von dort stieg das Team im Jahr 2000 in die dritte Liga ab. Im Jahr 2005 konnte das Team dank der Rechteübernahme von BM Granollers wieder in die zweite Liga aufsteigen. Drei Jahre später, im Jahr 2008, gelang von dort erneut der Aufstieg in die erste Liga. Wirtschaftliche Probleme führten 2012 zum Verzicht auf den Start im europäischen Wettbewerb; viele Spieler gingen zu anderen Vereinen. Die erste Mannschaft erreichte im Jahr 2019 das Finale der Copa del Rey und im Jahr 2020 das Finale der Supercopa. In der Erstligaspielzeit 2020/21 kam das Team auf Platz 6, in der Saison 2022/2023 erreichte es mit dem 2. Platz die bis dato beste Platzierung. Zudem wurde Rückraumspieler Joaquim Nazaré mit 190 Toren Torschützenkönig und in das All-Star-Team der Saison gewählt. 
International spielte die Mannschaft in der Spielzeit 2018/19 und 2019/20 im EHF-Pokal, sie schied dort jeweils nach der Gruppenphase aus. Auf einen möglichen Start im Jahr 2012 verzichtete der Verein aus finanziellen Gründen. 2022 startete der Verein erstmals in der EHF European League, scheiterte aber in der ersten Runde der Spielzeit 2022/23.

## Statistiken

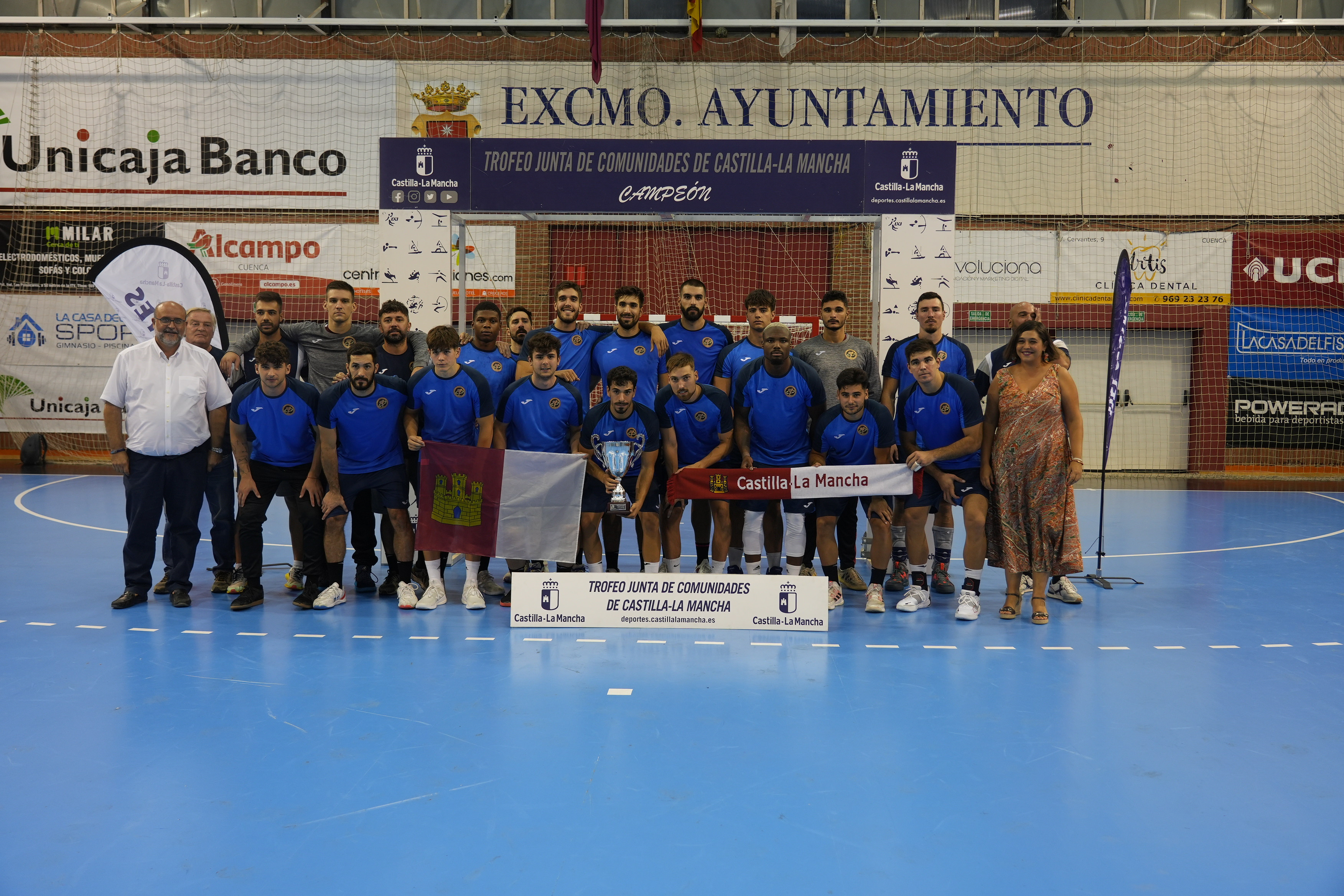
Beim Trofeo Junta de Comunidades 2022

## Spieler
In der Saison 2022/2023 trat das Team in der Liga Asobal mit diesem Kader an:
Fraj Ben Tekaya, Ante Grbavac, Ignacio Pizarro, Carlos Fernandez, Arnau Fernández, Pablo Simonet, Daniel Neves, Juanjo Fernández, Henrique Teixeira, Sergi Mach, Federico Pizarro, Joaquim Nazaré, Leo Prantner, Nacho Moya del Saz, Álvaro Martín Noeda, Alexandro Pozzer, Diego Vera, Marcos Herraiz Lopez.

## Trainer
Trainiert wird die Mannschaft seit dem Jahr 2014 von Lidio Jiménez. Sein Vorgänger war „Zupo“ Equisoain (2010–2014).